# Francesc Pou
Francesc Pou (Mallorca, segle XVII), lul·lista. El 1662 era catedràtic de filosofia. Va escriure Commentaria in logicam brevem Doctoris B. Raymudi Lulli (1662) i Commentaria in logicam novam Doctoris Raymundi Lulli) (1662)., manuscrits que es troben a la Biblioteca Pública de Mallorca.